# Mireille

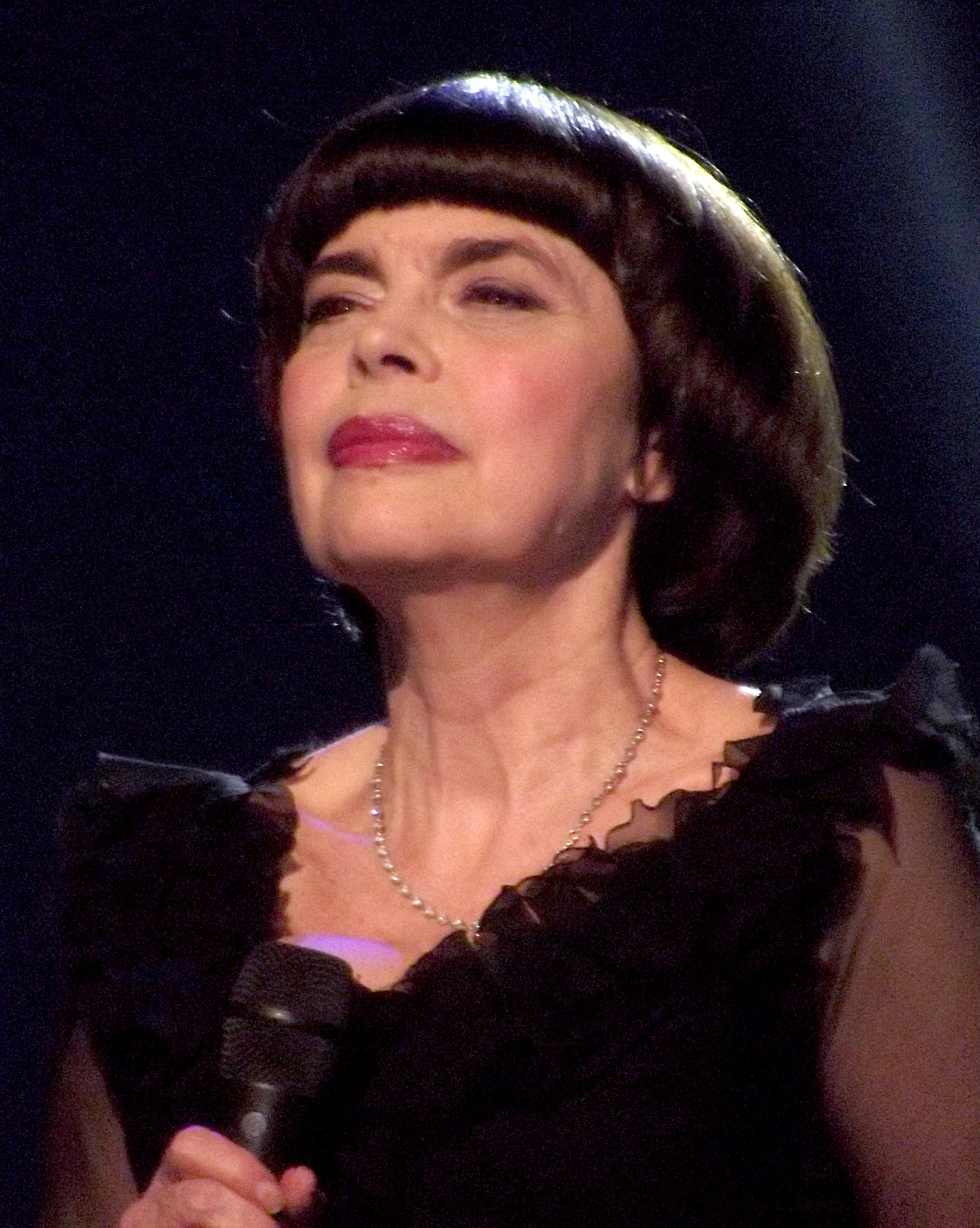
Mireille Mathieu, 2014.

Mireille franskt uttal: [miʁɛj] är ett franskt kvinnonamn som kommer från det provensalska occitanska "Mirèio" (Mirèlha traditionell occitansk form) franskt uttal: [miˈrɛjɔ, miˈrɛʎɔ].

Mirèio tros vara deriverat av det occitanska verbet mirar som betyder "beundra / att beundra / beundransvärd".

## Historia
Namnet Mirèio användes för första gången av poeten Frédéric Mistral (1830–1914) som namn på hjältinnan i  sitt versepos, skrivet på occitanska. Han hade i sin tur funnit namnet i en lokal legend.
Mistral ville också ge sin guddotter namnet. Prästen som skulle döpa barnet vägrade dock först att godkänna det, med hänvisning till att det inte var ett "kristet" namn - men då påstod Mistral att Mireio var en occitansk variant av det bibliska namnet Mirjam, och eftersom han var den store auktoriteten när det gällde det occitanska språket tordes prästen inte säga emot honom. Hon var den första som döptes till Mirèio/Mireille, året var 1861.

## Övrigt
I Sverige finns 197 bärare av namnet varav 142 har det som tilltalsnamn (2011-10-22).
Namnsdag: Officiell namnsdag: saknas. Inofficiell: 16 september.